# 劉隆
劉 隆（りゅう りゅう、? - 57年）は、後漢の武将。字は元伯（げんはく）。長沙定王劉発の子の一人である安衆康侯劉丹の子孫の安衆侯劉㱈・劉崇の一族（『後漢書』列伝12・本伝）
。光武帝の功臣であり、「雲台二十八将」の第16位に序せられる（『後漢書』列伝12）。

## 略歴
| 姓名           | 劉隆 |
| 時代           | 新代 - 後漢時代                                                                                              |
| 生没年         | 生年不詳 - 57年（建武中元2年）                                                                               |
| 字・別号       | 元伯（字）                                                                                                   |
| 本貫・出身地等 | 荊州南陽郡安衆侯国                                                                                           |
| 職官           | 騎都尉〔更始→劉秀（後漢）〕 →誅虜将軍〔後漢〕→南郡太守〔後漢〕 →中郎将〔後漢〕 →驃騎将軍兼行大司馬事〔後漢〕 |
| 爵位・号等     | 亢父侯〔後漢〕→竟陵侯〔後漢〕 →扶楽郷侯〔後漢〕→長平侯〔後漢〕 →慎侯〔後漢〕→慎靖侯〔没後〕                  |
| 陣営・所属等   | 更始帝→劉秀（光武帝）                                                                                        |
| 家族・一族     | 父：劉礼、子：劉安                                                                                           |

30歳前後にして長安で学んだ。更始帝こと劉玄より騎都尉に任命されるが、更始2年（24年）、劉秀が河内にいることを聞き付け、直ちに合流して騎都尉を拝命した。馮異とともに洛陽の劉玄軍と対峙した。
建武2年（26年）、亢父侯に封ぜられた。呉漢に率いられ、鄴の近郊で農民反乱集団の檀郷を討った。
建武4年（28年）、誅虜将軍を拝命し、淮南で称帝した李憲を討ち平らげた。また、荊州の武当で屯田した。
建武11年（35年）、公孫述を攻める岑彭の上書により南郡太守となり、一年余りで将軍の印綬を返上した。
建武13年（37年）、食邑を加増され、竟陵侯に封ぜられた。この頃、全国の地方官が当地の豪族と結託し、墾田・戸籍について不実申告をなすことが横行していた。建武16年（40年）、劉隆も不実申告の罪に坐した。同罪の十数人は死罪となったが、劉秀は隆の功績により許して庶人の身分とした。
建武17年（41年）、また封ぜられて扶楽郷侯となった。中郎将に任命され、伏波将軍・馬援の副将として交阯の徴姉妹を撃つ。徴弐を捕らえ、斬首千余級、2万余人を降す。帰還すると長平侯に封ぜられた。

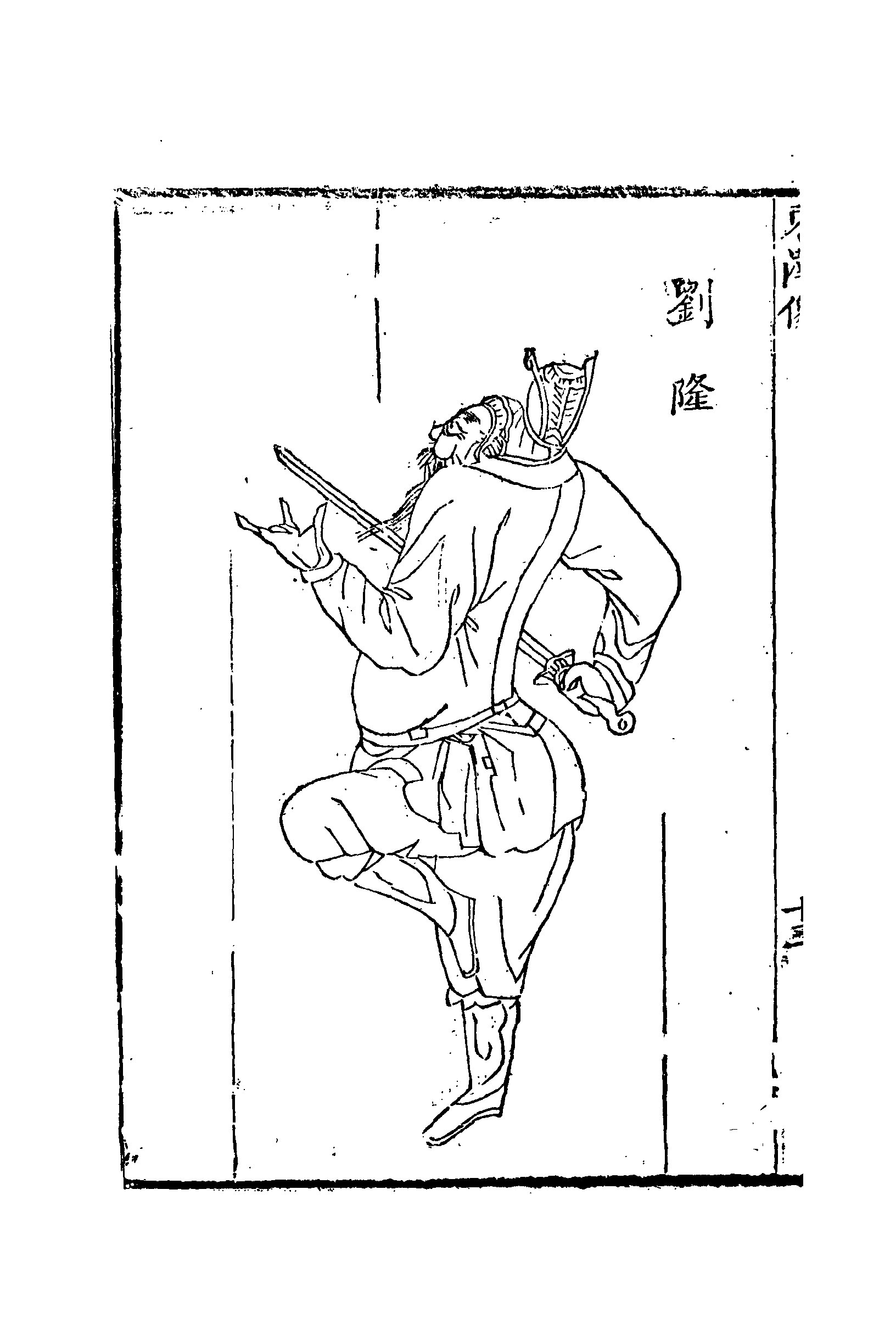
劉隆

建武20年（44年）、大司馬の呉漢が逝去し、劉隆が驃騎将軍として大司馬を代行した。法に則って務めること8年、将軍の印綬を返上して辞職した。列侯として朝請を奉じた。
建武30年（54年）、慎侯に封ぜられた。
建武中元2年（57年）、逝去し、靖侯と諡された。

## 人柄・逸話
- 居摂元年（6年）、劉隆の父の劉礼は劉崇とともに王莽討伐の兵を挙げたが、露見して罪に坐した。劉隆は7歳に達していなかったために許された。
- 劉玄に属していた頃、劉隆は休暇を請い妻子を洛陽に置いた。劉秀に合流した際には妻子を帯同せず、そのため妻子は守将の李軼（李通の従弟）に殺された。